# 봄 노래
〈봄 노래〉(일본어: ハルウタ 하루우타[*])는 이키모노가카리의 23번째 싱글로 2012년 4월 25일에 에픽 레코드 재팬에서 발매됐다.

## 해설
초회사양한정반은 극장판 《명탐정 코난: 11번째 스트라이커》 와이트 캡 스티커 사양으로, 특전으로 이키모노 카드029가 봉입되어있다.
이번 싱글은 〈그대가 있어〉 이래로 4작품 만의 3번째가 되는 1곡 수록 싱글로 발매뇌고 있으며, 가격은 《명탐정 코난》의 타이업인 것에 관련지어서  570(コナン(코난))엔이 되고 있다.

## 수록곡
- 작사: 야마시타 호타카
- 작곡: 에구치 료
- 현편곡: 에구치 료, 무라야마 타츠야

{{곡 목록
1. 봄 노래(ハルウタ) (4:55)
《명탐정 코난》의 주제가는 TV판, 극장판 모두 스폰서인 빙 소속 음악가가 오랜 년도 독점하고 있으며[주 2], 극장판 주제가를 빙 소속이 아닌 가수가 담당하는 것은 1997년 개봉한 《명탐정 코난: 시한장치의 마천루》의 주제가 〈Happy Birthday〉쿄코, 오피스 오가스타) 이래로 15년만이며, TV판도 포함시키면 〈TRUTH~A Great Detective of Love~〉(TWO-MIX, 워너 뮤직 재팬) 이래로 13년만이 된다.
PV는 도쿄 조형대학의 구내에서 촬영되고 있으며[2], 밝은 세트장 중에서 멤버 및 서포트 뮤지션이 연주하고 있다.
2. 봄 노래 (instrumental)

## 타이업
- 도호배급 애니메이션 영화 《명탐정 코난: 11번째 스트라이커》 주제가. (#1)

### 내용주
1. ↑  일본의 말장난인 고로아와세이다.
2. ↑  코난 타이업곡을 모은 컴필레이션 음반은 《명탐정 코난 주제가집》을 제외하고 모든 것이 빙에서 발매되고 있다.

### 참조주
1. ↑  미즈노 요시키 (mizunoyoshiki) on Twitter 2012년 4월 24일 트윗
2. ↑  프로모션 비디오 촬영이 행해졌습니다 보관됨 2012-05-14 - 웨이백 머신 - 도쿄 조형대학·2012년 4월 25일